# Almedal
För andra betydelser, se Almedal (olika betydelser).

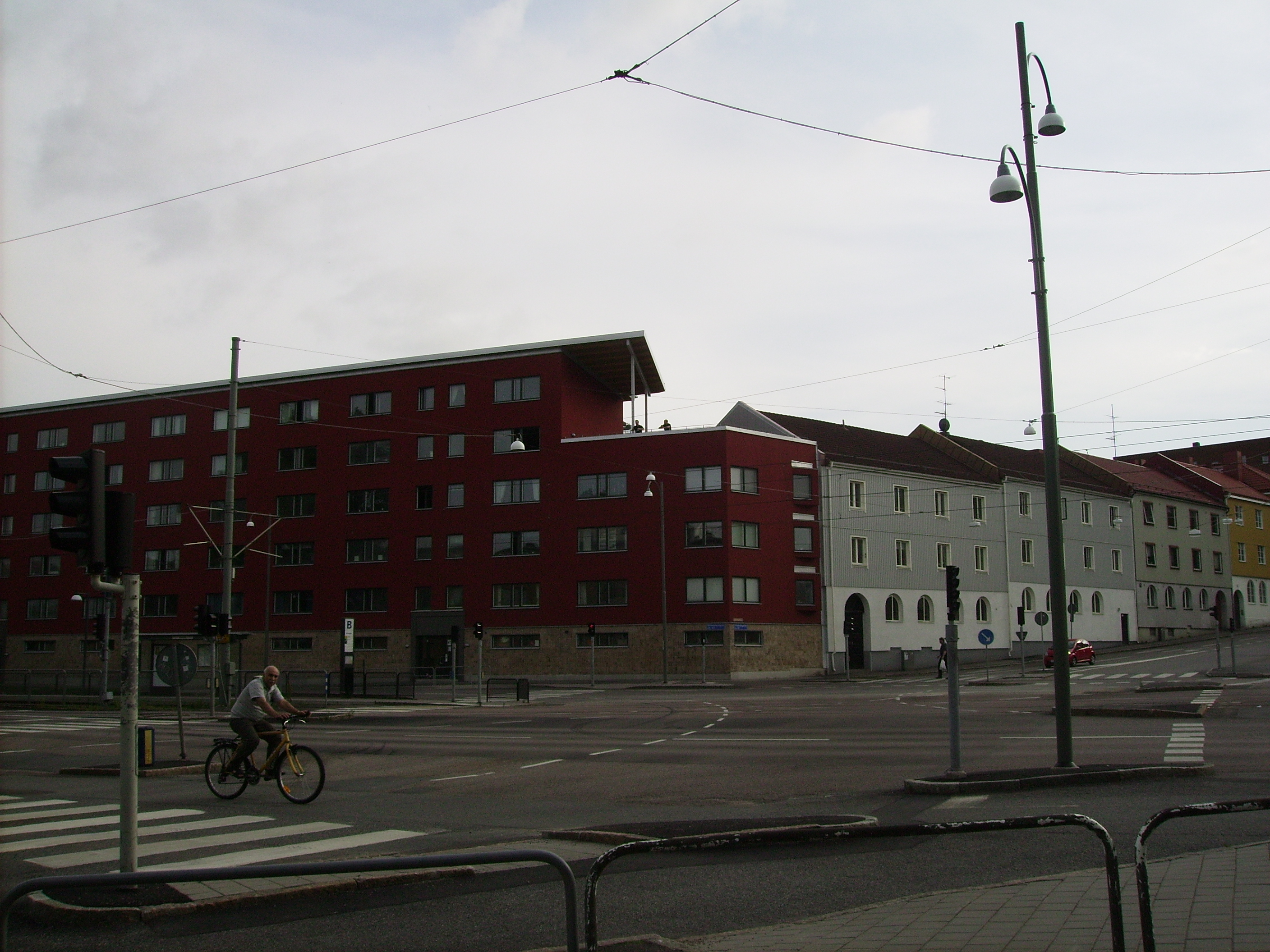
Mölndalsvägen sedd från Skårs Led i Almedal. Till höger ligger spårvagnshållplatsen Almedal.

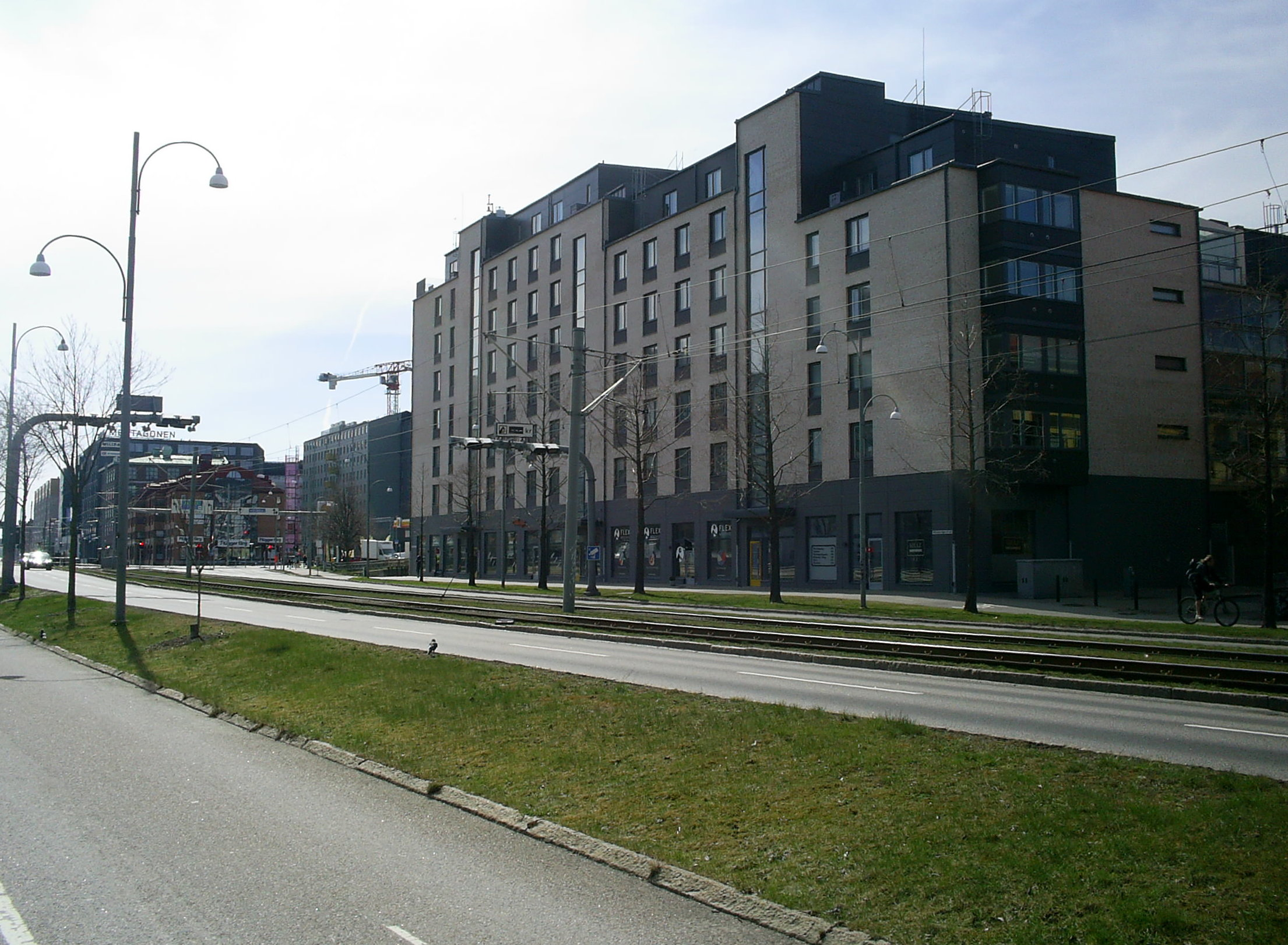
Mölndalsvägen 63-67

Almedal är ett område i stadsdelen Krokslätt i Göteborgs stad, ett namn som till en början förknippades med en linnefabrik i Skår, vilken troligen har gett namnet åt området. 
Almedal har uppkallats efter barnet Alma Buchholtz (1840-41), dotter till en tidigare ägare av lantegendomen Almedal. Almedahls Fabriks-aktiebolag anlades 1848 av Hans Hemming Wesslau. Lantegendomen Almedal hörde länge till bolaget.
I Göteborg finns sedan 1933 Almedalsvägen samt spårvagnshållplatsen Almedal. 